# Wohn- und Wirtschaftsgebäude Große Straße 2

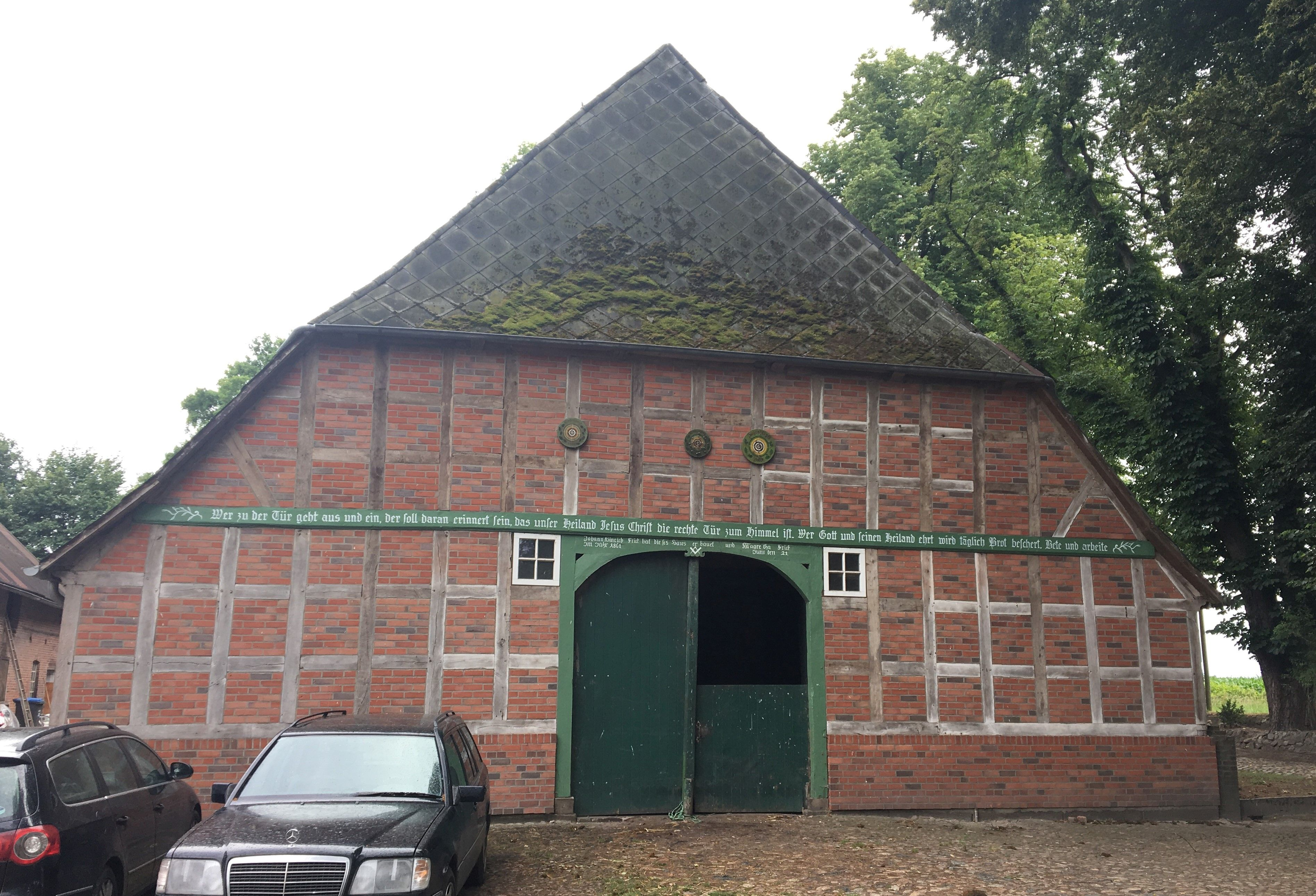
Nordgiebel (2020)

Das Wohn- und Wirtschaftsgebäude Große Straße 2 in der niedersächsischen Gemeinde Helvesiek wurde zur Mitte des 19. Jahrhunderts gebaut. Aktuell (2025) wird es zum Wohnen und wohl gewerblich genutzt.
Das Gebäude steht unter Denkmalschutz (siehe auch Liste der Baudenkmale in Helvesiek).

## Geschichte und Beschreibung
Helvesiek wurde um 1250 erstmals erwähnt. Es gehört zur heutigen Samtgemeinde Fintel im Landkreis Rotenburg (Wümme).
Das eingeschossige traufständige Zweiständer-Hallenhaus in Fachwerk mit Steinausfachungen, Krüppelwalmdach und Grooter Door mit Korbbogen wurde versetzt und 1861 für Johann Hinrich Frick (Inschrift) neu aufgebaut. Das Haus wurde um 1930 zum Gasthaus mit Saal- und Dachausbau mit Schleppgaube umgebaut. Auch das alte Pflaster vom Hof blieb erhalten.
Das Landesdenkmalamt befand u. a.: „… ein regionstypisches Hallenhaus des 19. Jahrhunderts in Zweiständerkonstruktion ….“